# Старшина казацкая

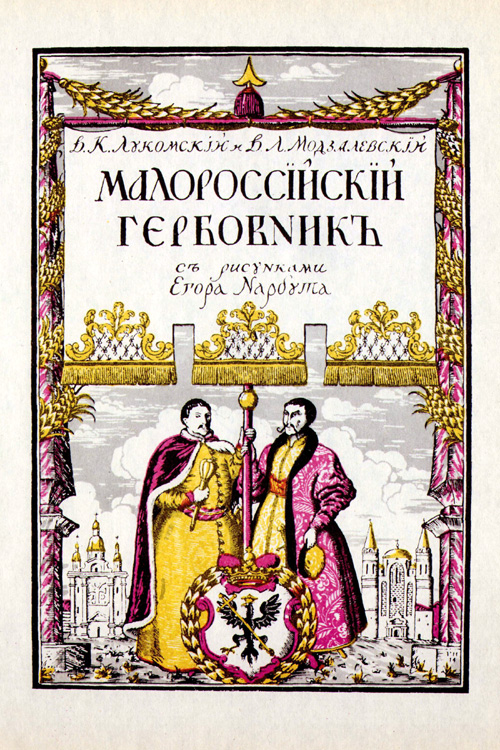
Малороссийский гербовник

Старши́на каза́цкая (устар. старши́на малоросси́йская, иногда в обратном порядке малоросси́йская старши́на, каза́цкая старши́на, укр. коза́цька старши́на, чаще просто старши́на) — в узком смысле слова привилегированное сословие урядников в Запорожской Сечи, Войске Запорожском Реестровом, а также в полковых местах Слободской Украины.
В широком смысле слова, представители казацкого сословия и состояния, а также их дети, получавшие в потомственное владение от государственной власти Российской империи имения и крепостных, и вступившие в дворянское достоинство.

## Казацкая старшина после восстания Хмельницкого
Старшиной в Малороссии (Гетманщине) назывались первоначально лица, занимавшие в казачьем войске определённые должности (уряды) военно-административного аппарата того или иного уровня — войскового (при гетмане), в полках и в сотнях. Соответственно этой градации, казацкая старшина делилась на генеральную, полковую и сотенную (см.). Вскоре понятие «казацкая старшина» значительно расширилось.

В 1696 году, киевский воевода князь Барятинский получил от стародубского жителя Суслова письмо, в котором тот пишет: «Начальные люди теперь в войске малороссийском все поляки. При Обидовском, племяннике Мазепы, нет ни одного слуги казака. У казаков жалоба великая на гетманов, полковников и сотников, что для искоренения старых казаков, прежние вольности их все отняли, обратили их себе в подданство, земли все по себе разобрали. Из которого села прежде на службу выходило казаков по полтораста, теперь выходит только человек по пяти или по шести. Гетман держит у себя в милости и призрении только полки охотницкие, компанейские и сердюцкие, надеясь на их верность и в этих полках нет ни одного человека природного казака, все поляки…» — С. М. Соловьев — «Исторія Россіи», т. XIV. М 1962, кн. VII, стр. 597-598
Под этим именем в конце XVII и начале XVIII века стали разуметь не только лиц должностных, но также когда-нибудь занимавших должности в тех или иных урядах, заслуженных в войске, и их детей, а также и всех вообще получавших от государственной власти населённые имения.
По мнению А. М. Лазаревского, в левобережной Малороссии шляхты, как привилегированного сословия, после Богдана Хмельницкого не существовало. Это едва ли так. Сам А. М. Лазаревский называет целый ряд шляхетских родов, сохранившихся в левобережной Малороссии после 1654 года «Генеральное следствие о маетностях» 1728—30 гг. называет целый ряд сёл, остававшихся за шляхтой. Трудно, затем, предположить существование особых порядков на правом берегу Днепра, отличных от левобережных. Как велико было количество шляхты, с точностью неизвестно, Карпов насчитывает её 303 человека. Нельзя сказать ничего определённого и о дальнейшей её судьбе.
При И. Выговском шляхта, несомненно, ещё существовала, это видно из договора его с поляками. В позднейших статьях, писанных при избрании гетманов, о правах и вольностях шляхты уже не упоминается: шляхта, вероятно, их потеряла и, может быть, даже именно вследствие измены Выговского, защитника шляхетских интересов.
Шляхетские роды, получившие подтверждение своих местностей, не затерялись, однако, среди рядового казачества и после отмены юридических прав шляхты. На это указывает возведение в боярство Брюховецкого, во дворянство — целого ряда малорусской казацкой старшины. В отдельное сословие шляхта, во всяком случае, не сложилась. Вошла ли она целиком в состав казацкой старшины и новейшего дворянства или же это выпало на долю лишь отдельных родов её, остальная же шляхта слилась с общей массой рядового казачества — этот вопрос остаётся открытым. Одно только можно сказать с достоверностью: большинство современных малорусских дворянских родов потомки не этой шляхты, а старшины, выдвинувшейся из рядового казачества.
Хотя малорусский народ был свободен и между посполитством и казачеством не было создано резкого разграничения, но на самом деле казачество получило преобладающее значение; все должности, все уряды замещались только казаками. Военная организация запорожского казачества легла в основу малорусского гражданского строя.
Все уряды, начиная с гетмана и кончая городским и сельским, замещались по выбору; но система выборов была совершенно неопределённа, и они часто носили довольно случайный характер. Со старшинским урядом было сопряжено много материальных выгод.
Сначала на содержание урядников были назначены деньги и мельницы, но затем гетманы стали раздавать на уряды «маетности» (укр.), то есть населённые имения (см. Посполитые). Урядники взимали с посполитых (казаки были свободны в этом отношении) такую сумму платежей и повинностей, которая, по предположению, должна была идти в войсковую казну.
Раз попав на уряд, урядник сохранял его неопределённое время, пока не попадал на высший или пока его не устраняли за злоупотребления. Иногда он оставался на уряде до самой своей смерти. Естественно было стремление передать свой уряд близкому человеку или по наследству. В борзенской, например, сотне нежинского полка сотничество больше ста лет находилось в роду Забел, в олишевской — около 90 лет в роду Шрамченков. Это были роды, вышедшие из простого рядового казачества. Вместе с урядом переходили по наследству и урядные маетности.
Скоро, впрочем, населённые имения стали раздаваться не только лицам, занимающим в известный момент уряды. Из рядов казачества стали выдвигаться люди заслуженные, влиятельные — укр. значне́ товари́ство. Гетманы давали им населённые имения «до ласки войсковой», то есть до тех пор, пока они находили это нужным. Очень часто населённое имение в руках таких лиц оставалось продолжительное время, до смерти, а иногда переходило и по наследству, хотя гетман имел право отобрать его в любое время. Когда установился такой порядок, сказать трудно. Есть основание думать, что начало его восходит к первым гетманам.
Если умирал владелец недвижимого имения, оно должно было снова поступить в распоряжение гетмана и могло быть отдано какому-нибудь другому лицу из знатного товариства. Но у умершего могли остаться жена, дети — и гетманы стали брать «под свою протекцию и оборону» подобные осиротелые семьи. Действие сотенного и полкового урядов и судов на них не распространялось. Члены семей, взятых под гетманскую «протекцию», впоследствии, кажется, стали называться бунчуковыми товарищами. За ними оставлялись обыкновенно и все имения, находившиеся во владении отца, службу которого признавались способными нести его сыновья.
Таким образом, постепенно, в Малороссии образовывался класс, владевший населёнными имениями. Он-то теперь и стал называться старшиной. К концу XVII столетия класс этот был, по-видимому, довольно уже значителен и экономически силён.
Земля в Малороссии служила главным источником богатства; поэтому старшина и направляет своё внимание на приобретение земли в собственность. В то же самое время тяжесть повинностей и ряд других причин побуждают казаков и посполитых продавать свои земли, которые старшина скупает целыми массами. «Скупля» эта принимает такие широкие размеры, что грозит полным обезземелением казачества и посполитства. Правительство неоднократно принимало меры, чтобы остановить или уменьшить её, но безуспешно. Погоня за землёй вызывала и целый ряд злоупотреблений со стороны старшины — насилий, обманов, захватов. Покупая земли, покупщик удерживал их за собой и тогда, когда переставал владеть селом. На прежних своих землях посполитые сидели уже в качестве подсуседков.
Другим способом удержания населённого имения служило для старшины получение царской жалованной грамоты, нарушать которую гетман не мог. В 1728—1730 гг. было произведено генеральное следствие о всех населённых имениях, проверены все права на них владельцев и населённые имения признаны их полной собственностью. К тому времени уже ярко обозначились и следы закрепощения посполитых в населённых имениях (см. Посполитые). Этим старшина приближалась к русскому дворянству.

## Старшина как класс
Как класс, старшина не пользовалась в Малороссии никакими правами, хотя нельзя отрицать влияние её на дела, в особенности наиболее богатой и сановной её части. Генеральная старшина способствовала падению гетмана Самойловича и избранию Мазепы. Мазепа старался угодить ей, раздавая ей новые маетности и утверждая старые.
Часть старшины участвовала в измене Мазепы, в деле Полуботка, подписывала прошение о восстановлении гетманства в Малороссии при Елизавете Петровне; но в этом нельзя видеть каких-нибудь сознательно-классовых стремлений к приобретению политических прав. Все желания старшины, как класса, сводились, в сущности, на узко-сословную почву. Это лучше всего сказалось в эпоху екатерининской комиссии, когда старшине дали возможность высказаться.
К этому времени старшина насчитывала в своих рядах немало уже людей хорошо образованных, учившихся даже за границей. В Польше и Западной Европе они усваивали понятие о своей привилегированности. Отсюда стремление у малорусской старшины образовать из себя шляхетское сословие.
Стремление это особенно резко стало проявляться в середине XVIII в. и было обусловлено, главным образом, реформами малорусского строя, предпринятыми центральной властью после измены Мазепы — реформами, грозившими в корне подорвать значение малорусской старшины. Правительство стало само назначать полковников, сотников, часто даже не из малороссов, а из лиц великорусского происхождения. После прутского похода появился целый ряд выходцев из Сербии и Молдавии, которые получили маетности и заняли в Малороссии положение, равное старшинскому.
Основанная в 1722 году малороссийская коллегия, имевшая задачей защиту народа от казацкой старшины, принизила старшину, уменьшила её значение. Ничего не изменилось в этом отношении и после восстановления гетманства. До Екатерины II детям старшины было запрещено вступать в шляхетский морской корпус, на том основании, что «в Малороссии нет дворян». При Петре III встретились затруднения относительно приёма малорусской старшины на великорусскую службу и производства в чины.
Указом от 18 января 1762 года гетману Разумовскому предписано было «всему малороссийскому шляхетству прислать в герольдию списки с точными доказательствами о их шляхетстве и показанием полученных тем шляхетством от польских королей и от российских государей грамот». Подобных списков и грамот малорусская старшина предъявить не могла. Ввиду такого тревожного времени, одни из старшин добиваются пожалования их дворянством великороссийским (Лизогубы, Кандыбы, Марковичи), другие поступают на службу в центральных губерниях и дослуживаются до чинов, дававших право на дворянство (Борозна, Коченевский, Рубановский и др.). Ещё в 1733 году, при гетмане Апостоле, был поднят вопрос об установлении известного соответствия между чинами малороссийскими и великороссийскими. Позже ходатайство об уравнении чинов поднималось несколько раз, но безуспешно.

## Стремление старшины к дворянству
В конце 1750-х годов среди малорусской старшины возникла мысль, пользуясь силой гетмана Разумовского при дворе, организоваться в сословие, наподобие польского шляхетства. В 1760 году преобразован был генеральный суд наподобие старинного шляхетского трибунала, с депутатами-судьями от 10 малороссийских полков. В 1763 г. старшина, собравшись в Глухове, подала императрице прошение о восстановлении старых шляхетских привилегий. Результатом этого было восстановление, в несколько изменённом виде, судов земских, гродских и подкоморских.
Вскоре, однако, началось поспешное распространение на Малороссию великорусских порядков. В своей «Записке о усмотренных в Малой России непорядках», целиком почти вошедшей в наказ от малороссийской коллегии депутату её в екатерининскую комиссию, малороссийский генерал-губернатор Румянцев находил необходимым произвести разбор малороссийской старшины, теперь уже называвшейся шляхетством, и определить, кто должен принадлежать к ней. Разбор этот осуществился только 20 лет спустя. В 1767 году малорусскому шляхетству, наравне со шляхетством великоросским, дано было право избрать себе предводителя и прислать депутатов в екатерининскую законодательную комиссию.
В общем, шляхетские наказы просили об уравнении малороссийских чинов с великороссийскими и о распространении на шляхетство малороссийское всех прав и преимуществ дворянства русского. Вместе с этим высказывалось также желание удержать за собой все те привилегии и вольности, которые принадлежали шляхетству на основании «прав малороссийских», то есть на основании литовского статута и конституций польских. Известный защитник малорусского шляхетства Г. А. Полетика представил комиссии пространную записку в этом смысле (записка эта не напечатана и хранится в библиотеке университета св. Владимира среди рукописей из собрания М. О. Судьенка). Желания малорусского шляхетства, высказанные в комиссии, не получили осуществления; малорусское шляхетство продолжало находиться в том же неопределённом положении.

## Перевод старшинских должностей в табель о рангах (1765)

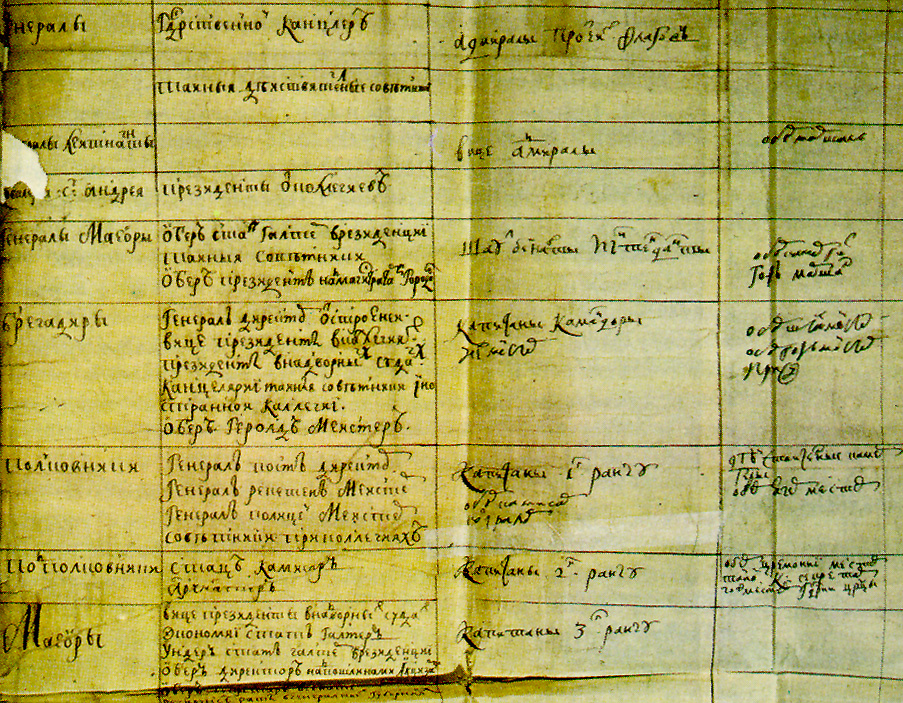
Табель о рангах

В связи с переформированием Харьковского слободского казачьего полка в регулярный гусарский полк, казацкой старшине было предложено вступить на службу в формируемый полк или получить абшит (отставку). Так как армейские чины присваивались на одну-две ступени ниже, а также из-за того, что разница в власти казачьего старшины и армейского офицера не были равноценна, многие представители старшины вышли в отставку. Средний же и рядовой казачий состав, составили основу вновь формируемого полка.
Все вышедшие в отставку и продолжившие служить получили чины (военные и гражданские) согласно Табели о рангах.
| Должность (казачья старшина) | Военный чин            | Гражданский чин         | Класс                |
| ---------------------------- | ---------------------- | ----------------------- | -------------------- |
| Полковник                    | Подполковник           | Надворный советник      | VII                  |
| Полковой обозный             | Премьер-майор          | Коллежский асессор      | VIII                 |
| Полковой судья               | Секунд-майор           | Коллежский асессор      | VIII                 |
| Есаул                        | Ротмистр               | Титулярный советник     | IX                   |
| Сотник                       | Поручик                | Губернский секретарь    | XII                  |
| Хорунжий                     | Подпоручик             | Губернский секретарь    | XII                  |
| Старший полковой писарь      | —                      | Губернский секретарь    | XII                  |
| Младший полковой писарь      | —                      | Кабинетский регистратор | XIII                 |
| Сотенный бунчужный           | Вахмистр               | —                       | ниже табели о рангах |
| Урядники                     | Унтер-офицеры, капралы | —                       | ниже табели о рангах |

Если, же представитель старшины не был участником походов, то он получал чин, на ступень ниже установленной. К примеру: Полковой обозный при переводе на общеимперсую систему получал чин премьер- майор, но если он не был участником походов, то мог рассчитывать лишь на чин- секунд- майора.

## Получение дворянства
В 1782 году было введено в Малороссии учреждение о губерниях и вместе с ним малорусское шляхетство получило те же права, какими пользовалось в местном самоуправлении дворянство великороссийское. 3 мая 1783 года издан был указ, запретивший малорусским крестьянам вольный переход с места на место. Казацкая старшина обратилась, таким образом, в помещиков. Затем последовало массовое переименование казацкой старшины в соответствующие русские чины. Наконец, в 1785 г. была издана жалованная грамота дворянству, которая целиком была распространена и на Малороссию. Предстояло только решить трудный вопрос — кого считать в Малороссии дворянином.
Рескриптом 26 октября 1781 года был предписан разбор малорусского шляхетства. Губернские предводители дворянства потребовали от уездных доставления дворянских списков; уездные должны были созвать «дворян и шляхетство» в каждом уезде и избрать депутата для разбора прав дворянства. Комиссии из дворянских депутатов собрались в 1784 г. Они вносили в родословные книги по грамотам, данным русскими государями или польскими королями на шляхетство, а также по чинам прежней малороссийской службы. Так как грамот было немного, то приходилось выдумывать искусственные родословия. Есть указание, что документы на шляхетство малорусских родов фабриковались евреями в Бердичеве. Кроме грамот, доказательствами шляхетства служили гетманские универсалы, купчие, меновые, выписи из актовых книг. Где их не было, там приходило на помощь свидетельство 12 «бессумнительных» шляхтичей о шляхетском происхождении того или другого малорусского рода.
Большие затруднения для комиссий представляли лица, искавшие дворянства, а между тем по ревизии 1782 г. записанные в подушный оклад. Разбор их, особенно ввиду неправильностей, допускавшихся комиссиями, продолжался в течение всех 1790-х гг. Генерал-губернатор Кречетников, заменивший Румянцева, доносил в 1791 году сенату, что в трёх малороссийских губерниях в дворянские родословные книги внесено 22702 человека, платящих подушную подать. Многие из этих лиц были возвращены в подушный оклад. Разбор малорусского дворянства возобновлялся ещё несколько раз. Герольдия многим из малороссиян отказывала в признании за ними дворянства на том основании, что нет закона, который бы приравнивал малороссийские чины к великороссийским. Дворянство Черниговской и Полтавской губерний несколько раз ходатайствовало об издании такого закона, но безуспешно. Малороссийский генерал-губернатор Репнин поддерживал это ходатайство.
После долгих проволочек, 20 марта 1835 года состоялся, наконец, Высочайший указ, по которому потомственное дворянство было признано за генеральными старшинами, полковниками, полковыми обозными, есаулами, хорунжими и писарями, сотниками, войсковыми и бунчуковыми товарищами; из чинов генеральной артиллерии — за есаулами, хорунжими и атаманами, а из чинов «статского правления» — за подкоморными и земскими судьями и подсудками. Чины эти должны были быть получены ещё «во время существовавшего в Малороссии гетманского правления».
Всех тех, которые по 1 января 1839 года не представят доказательств на потомственное дворянство и не будут иметь дворянства личного, велено было обратить в казачье сословие, запретив им именоваться дворянами, но не лишая их права доказывать своё дворянство впоследствии. В 1855 году дворянам, приписанным к казацким обществам, были предоставлены некоторые временные льготы по несению государственных налогов и повинностей.

## Комментарии
1. ↑  Впоследствии у́рядом стали называть и сам административный аппарат того или иного уровня.